# Říčany u Brna
Říčany (deutsch Ritschans, auch Ritschan) ist eine Gemeinde in Tschechien. Sie liegt 16 Kilometer westlich des Stadtzentrums von Brünn und gehört zum Okres Brno-venkov.

## Geographie
Říčany befindet sich in der Talmulde des Baches Říčanský potok, auch Říčky, (Mühlbach) in der Boskovická brázda (Boskowitzer Furche) am Übergang zur Bobravská vrchovina. Östlich erheben sich der Lipový vrch (478 m) und Kopeček (479 m), im Süden der Velehrádky (388 m) und westlich der Velký Okrouhlík (454 m). Nördlich des Dorfes verläuft die Autobahn D1/E 55/E 65, die nächste Abfahrt 178 liegt anderthalb Kilometer östlich bei Ostrovačice. Gegen Osten liegt der Naturpark Podkomorské lesy und das Automotodrom Brno.
Nachbarorte sind Veverské Knínice im Norden, Pod Komorou und Bystrc im Nordosten, Ostrovačice im Osten, Kývalka und Omice im Südosten, Rosice und Zastávka im Süden, Mariánské Údolí und Příbram na Moravě im Südwesten, Zbraslav und Litostrov im Westen sowie Chroustov, Říčky und Dolní Říčky im Nordwesten.

## Geschichte
Die erste schriftliche Erwähnung des Ortes erfolgte im Jahre 1237 in einer Urkunde Wenzels I. über die Abtretung mehrerer Dörfer an die Kirche St. Peter in Brünn, bei der die Brüder Karel, Beneš und Ladislav von Říčany als Zeugen auftraten. Sitz der Herren von Říčany, die einem weitverzweigten böhmisch-mährischen Geschlecht angehörten, war die Feste Říčky. Sie lag zwischen 1539 und 1552 wüst und wurde wahrscheinlich um 1560 wiederaufgebaut. 1562 versuchte Znata von Lomnice erfolglos das dem Kloster Rajhrad gehörige Nachbardorf Ostrovačice seiner Herrschaft Říčany einzuverleiben. 1575 ist die Feste Říčky in der ältesten Karte Mährens und auch in der Comeniusschen Karte von 1633 vermerkt. Später erlosch die Feste und die Herrschaft Říčany wurde der Burg Eichhorn angeschlossen. Im 17. Jahrhundert entstand nördlich über dem Dorf Říčany ein Rittersitz. Da dessen Besitzer auf Eichhorn lebten, wurde der Herrenhof zum Sitz des Bürgermeisters, Steuereinnehmers und Schreibers. Zum Ende des 17. Jahrhunderts erwarben die Herren von Teuffenbach durch Heirat die Güter. Ihnen folgten die Geschlechter Collalto, Sinzendorf, Mundy sowie Gustav Prinz von Wasa.
Nach der Aufhebung der Patrimonialherrschaften bildete Říčany ab 1850 eine Gemeinde im Brünner Bezirk und ab 1921 im Okres Brno-venkov. 1888 gründete sich die Freiwillige Feuerwehr. In den letzten Tagen des Zweiten Weltkrieges kam es Ende April in der Gegend zu heftigen Gefechten zwischen der Wehrmacht und der Roten Armee. Im Jahre 1948 wurde die Gemeinde dem Okres Rosice zugeordnet. Nach dessen Aufhebung kam Říčany 1961 zum Okres Brno-venkov zurück. 1980 wurde der Beschluss zur Vereinigung der Gemeinden Ostrovačice, Říčany, Veverské Knínice zu einer Einheitsgemeinde Říčany-Ostrovačice mit Sitz in Říčany gefasst. 1984 begann im Waldgebiet der Podkomorské lesy der Bau des neuen Automotodrom Brno. Dabei setzte die kommunistische Regierung Štrougal die Pläne gegen die Proteste von Bewohnern der umliegenden Ortschaften und Naturschützern gegen das Großprojekt im Wald durch. Mit einem Lauf der Motorrad-Weltmeisterschaft wurde die neue Strecke 1987 eingeweiht. Am 22. November 1990 löste sich die Gemeinde Říčany-Ostrovačice wieder auf.

## Gemeindegliederung
Für die Gemeinde Říčany sind keine Ortsteile ausgewiesen.

## Sehenswürdigkeiten

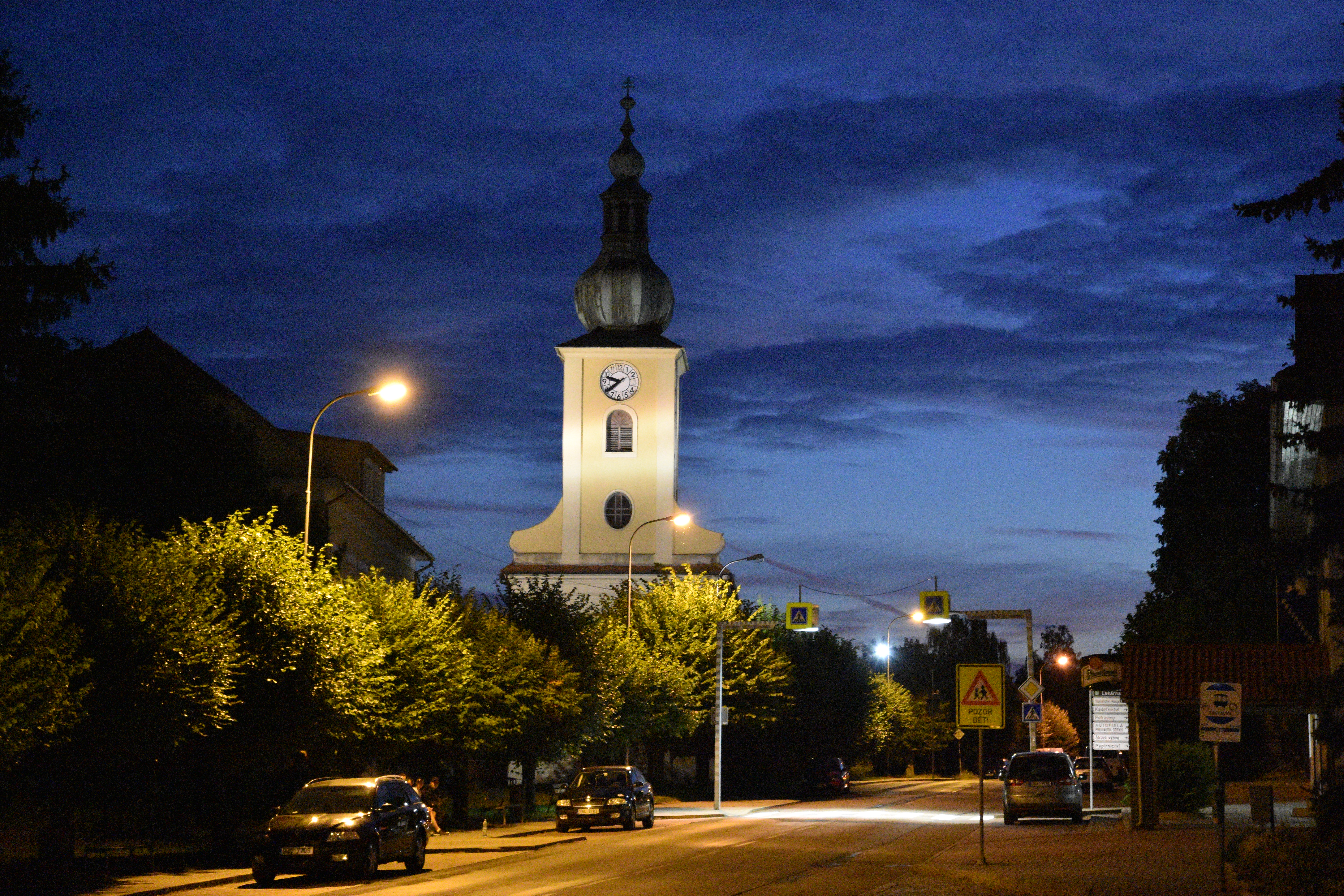
Kirche St. Peter und Paul, Říčany u Brna

- Kirche St. Peter und Paul, die seit 1349 nachweisliche Kirche wurde am 16. Juli 1709 einschließlich der Pfarrschule durch einen Brand zerstört. Die Ruine war 1736 so einsturzgefährdet, dass die Gottesdienste eingestellt werden mussten. Dabei gingen auch sämtliche Kirchenbücher verloren. Unterhalb des Herrenhofes entstand an neuer Stelle in Jahren 1754–1763 ein Renaissancebau mit einem 32 m hohen Turm.
- Kapelle im Park
- Herrenhaus
- Naturpark Podkomorské lesy
- Masaryk-Ring
- Reste der Feste Říčky, nordwestlich des Dorfes auf einem Felssporn im Wald, sie wurde 1349 erstmals erwähnt

## Söhne und Töchter der Stadt
- Jaroslav Ondroušek (1923–1943), Widerstandskämpfer gegen die Okkupation der CSR